# Мехриз
Мехри́з (перс. مهریز‎) — город в центральной части Ирана, в провинции Йезд. Административный центр шахрестана Мехриз. Находится в 30 километрах к югу от Йезда. По данным переписи 2006 года, население города составляло 26 364 человека.
Город был основан примерно в VI в. н. э., во время правления царя Хосрова I Ануширвана из династии Сасанидов дочерью иранского шаха Ануширвана по имени Мехр-негар. Впоследствии название города изменилось, превратившись в Мехриз.
В VII веке город входит в состав Арабского халифата.
В XIII веке Мехриз приобретает статус небольшого, но процветающего городка, чему в немалой степени способствует торговля шелком и удачное месторасположение. В городе в это время останавливаются многочисленные караваны, курсирующие между Йездом и Керманом.
Наибольшего расцвета Мехриз достигает при Сефевидах (1501—1722). В это время в городе возводится множество сохранившихся до наших дней сооружений.
Начиная со второй половины XVIII века, Мехриз начинает постепенно приходить в упадок, превращаясь со временем в небольшой провинциальный городишко, которым является и поныне.
Город состоит из двух частей — «сердце Мервест (Marvast)» и «Центральный», а также пяти деревень.
В городе и его окрестностях находится множество крепостей эпохи Сефевидов, а также другие, представляющие историческую и культурную ценность достопримечательности.

## Достопримечательности
- Крепость-цитадель Мехрпадин[3] (приблизительно XVIII век) — шедевр архитектуры и культурного наследия эпохи Сефевидов (1500—1722 г.).
- Крепости поменьше — Дахук, Мангабад, Акхонд и Хормиз.
- Построенные при Сефевидах караван-сараи, свидетельствующие о былом процветании города.
- Старинные мечети.
- Резервуары для хранения воды.
- Голубиная башня.
- Расположенная в четырёх километрах к северо-востоку от города небольшая деревушка Сареязд, в которой также находится множество интересных достопримечательностей. Среди них стоит отметить внушительных размеров крепость, старинную почтовую станцию, небольшую мечеть, резервуары для хранения воды, а также караван-сарай эпохи Сефевидов.
- Рядом с деревней Сареязд находятся руины средневекового города Фарафар и крепость Гарофе.